# Edward Willis Redfield

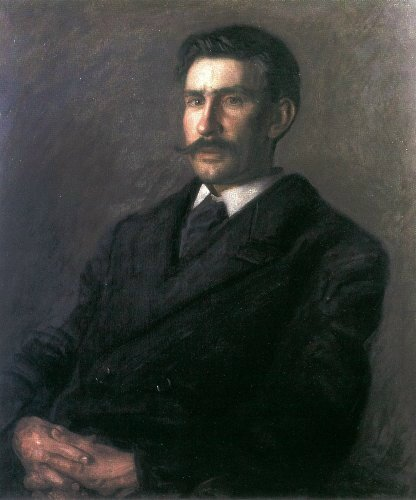
Portrait of Edward Willis Redfield - 1905

Edward Willis Redfield (18 de diciembre de 1869 – 19 de octubre de 1965) fue un pintor paisajista impresionista estadounidense y miembro de la colonia de arte de New Hope, Pensilvania. Hoy es más conocido por sus escenas impresionistas del área de New Hope, que a menudo representan los campos cubiertos de nieve. También pasaba los veranos en Boothbay Harbor, Maine, donde representaba la costa local. Con frecuencia pintó la isla Monhegan de Maine.

## Biografía

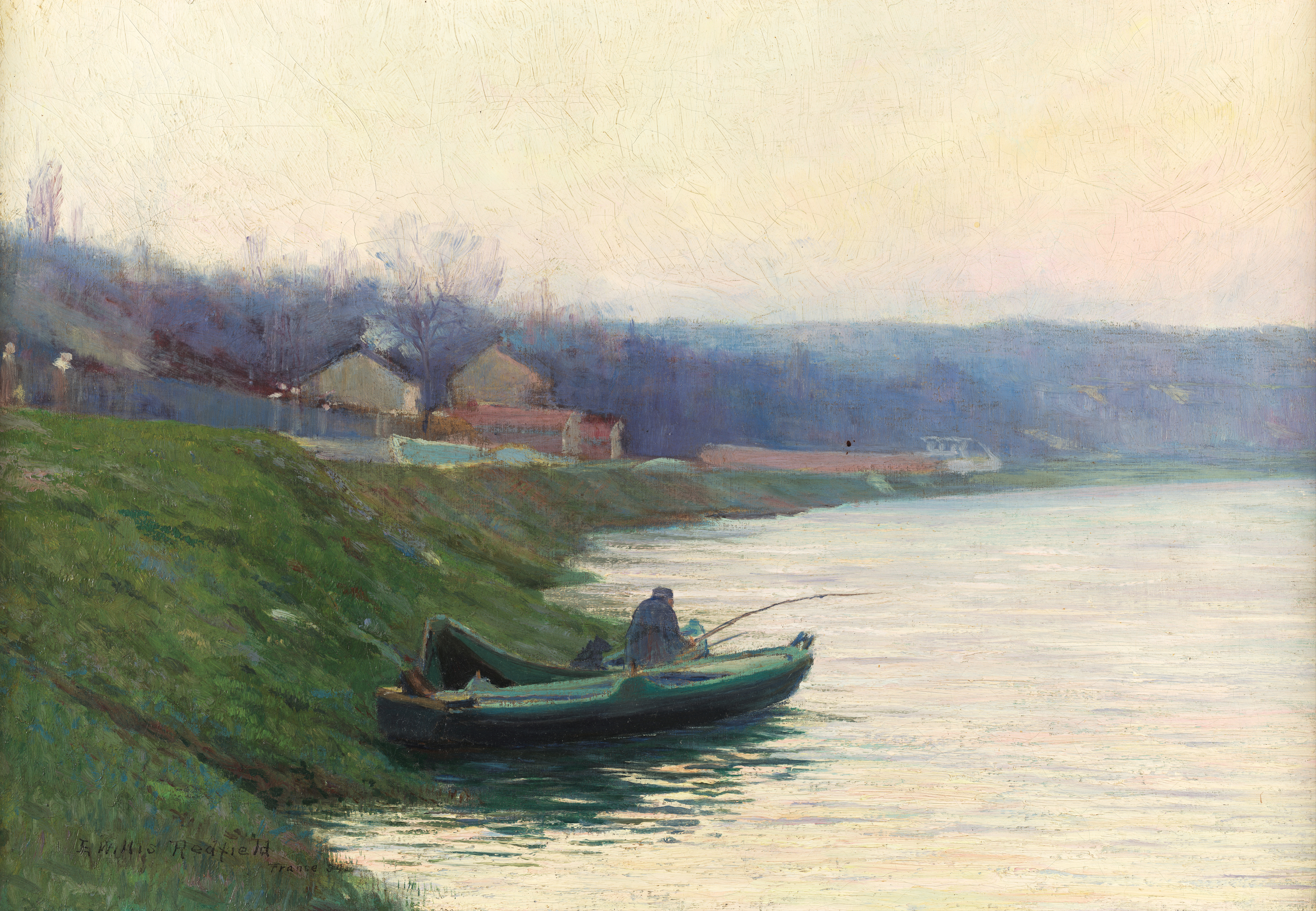
Edward Willis Redfield - Fontainebleau (1894)

Redfield nació en 1869 en Bridgeville, Delaware. Ya mostró talento artístico a una temprana edad, y de 1887 a 1889 estudió pintura en la Academia de Bellas Artes de Pensilvania en Filadelfia. Sus maestros en la Academia incluyeron a Thomas Anshutz, James Kelly y Thomas Hovenden. Anshutz mantenía los métodos de enseñanza de Thomas Eakins, que se centraban en un intenso estudio del desnudo así como de la anatomía humana. Mientras estaba en la Academia, Redfield conoció a Robert Henri, quien más tarde se convertiría en un importante pintor y maestro estadounidense, y los dos se hicieron amigos para toda la vida. Sus otros amigos de la Academia incluyeron a los escultores Charles Grafly y Alexander Sterling Calder (el padre del destacado escultor moderno de móviles).
Redfield y Robert Henri viajaron a Francia y como era casi preceptivo, estudiaron en la Académie Julian y la École des Beaux-Arts. En ambas escuelas de arte francesas, estudió con William-Adolphe Bouguereau, uno de los principales y más conocidos pintores académicos franceses. En Europa, Redfield admiró el trabajo de los pintores impresionistas Claude Monet, Camille Pissarro y el noruego Fritz Thaulow. En Francia conoció a Elise Deligant, la hija de un posadero, y se casaron en 1893.

Edward Willis Redfield - Stream in Snowy Field (c. 1898)

Redfield y su esposa regresaron a Estados Unidos y se establecieron en Center Bridge, Pensilvania, cerca de New Hope en 1898. Fue uno de los primeros pintores en instalarse en el área y, a veces, se lo considera cofundador de la colonia de artistas en New Hope junto con William Langson Lathrop, quien llegó el mismo año. Por ello Redfield sería considerado el líder de un grupo de paisajistas que se asentaron cerca del río Delaware, al norte de la ciudad de New Hope en Pensilvania. Su arte fue visto como totalmente estadounidense, sin copiar el estilo de los impresionistas franceses como lo habían hecho los impresionistas estadounidenses anteriores, como Childe Hassam. El crítico de arte y conocido artista Guy Pene Du Bois escribió: "La Escuela de Pintores Paisajistas de Pensilvania, cuyo líder es Edward W. Redfield, es nuestra primera expresión verdaderamente nacional. . . Se inició bajo la influencia de la técnica de los impresionistas franceses. Pero se ha restringido patrióticamente a la pintura del típico paisaje americano.”  J. Nilsen Laurvik fue un campeón aún mayor del arte de Redfield del que escribió: "Entre los hombres que más han hecho para infundir una nota auténtica de nacionalismo en el arte estadounidense contemporáneo, Edward Redfield ocupa una posición destacada. Es el abanderado de ese grupo progresista de pintores que están glorificando el paisajismo americano con una veracidad y una fuerza que asombra a los ojos del Viejo Mundo. . ." 
Redfield y los demás miembros del grupo tuvieron una gran influencia en la pintura de paisajes estadounidense del siglo XX. De hecho, el paisajista estadounidense posterior, Emile Gruppe, que no formó parte de esta Escuela de Pintura de Paisajes de Pensilvania, escribió: "Todavía puedo recordar las grandes esposiciones de la Academia Nacional. Tres pintores dominaban las paredes: Edward Redfield, Daniel Garber y Elmer Schofield. Todos trabajaban con audacia y con un color maravilloso, y nunca los comparabas críticamente, porque amabas a cada uno cuando te parabas frente a su lienzo".
A diferencia de Nueva York o Boston, Filadelfia (con las excepciones de Hugh Breckenridge y Daniel Garber, quienes enseñaron allí en la Academia de Bellas Artes de Pensilvania), nunca se convirtió realmente en una meca para los pintores impresionistas. De hecho, William Gerdts ha escrito: "La principal "escuela" de impresionismo floreció no en Filadelfia sino en el área alrededor de New Hope. Su figura central fue Edward Redfield. . ."  Pero Redfield y su círculo eran principalmente pintores de paisajes y, por lo tanto, no parece sorprendente que prefirieran el condado rural de Bucks a la expansión urbana de Filadelfia. Como ciudad, Redfield estaba más entusiasmado con la arquitectura emergente de Nueva York, creando algunos de sus mejores paisajes urbanos.
. "Between Daylight and Darkness" has had the distinction of being reproduced in Matthew Baigell's "A Concise History of American Painting and Sculpture."

Los paisajes impresionistas de Edward Redfield se destacan por su audaz aplicación de la pintura y sus colores vibrantes. Redfield pintaba al aire libre, directamente de la naturaleza en lugar de en el estudio. Construía un empaste pesado, "de una sola vez" o en una sesión, generalmente al aire libre, a menudo bajo condiciones climáticas invernales brutales, amarrando la parte posterior de sus lienzos a menudo enormes a los árboles, para que no se los llevara el viento. Llegó a ser considerado como el principal pintor estadounidense de invierno del siglo XX, ganando más premios que cualquier otro pintor estadounidense, con la excepción de John Singer Sargent. Sus obras se expusieron en todo el país, y veintisiete de ellas se presentaron en la Exposición Internacional Panamá-Pacífico (1915) en San Francisco, que fue muy importante para los artistas de la época.

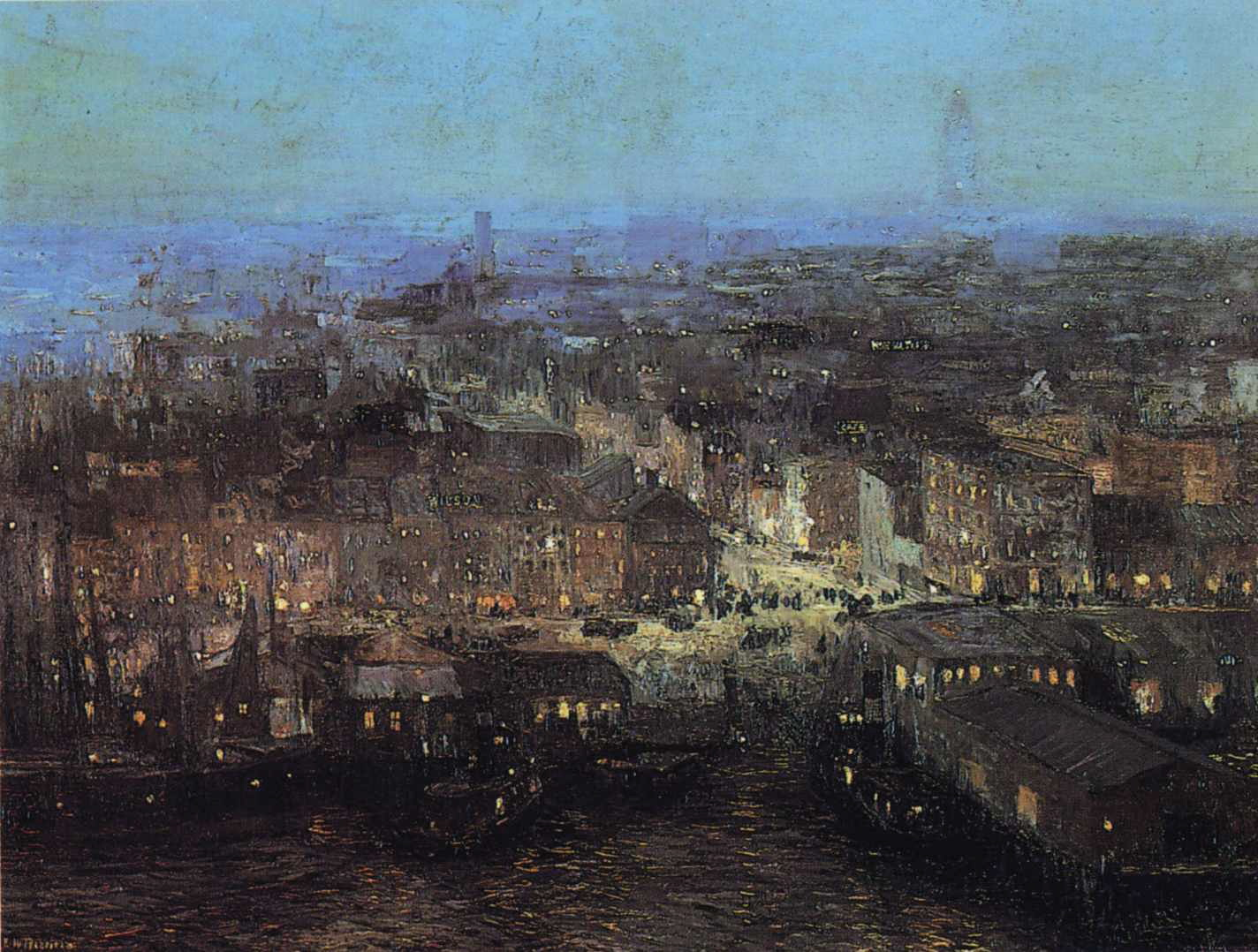
Edward Willis Redfield - Lower New York

Redfield comenzó a pintar escenas primaverales a finales de la adolescencia. La mayoría de estas emplean ya empaste grueso de Redfield, pintado en un estilo similar a sus escenas de nieve. La influencia de las escenas de primavera que Van Gogh pintó en Arles (de febrero de 1888 a mayo de 1889) es bastante evidente, ya que Van Gogh también utilizó un empaste bastante grueso, pero nunca tan grueso como el de Redfield. Sin embargo, Redfield aparentemente nunca mencionó a Van Gogh. Redfield mantuvo un estudio en Point Pleasant, Pensilvania, que se encuentra cerca del río Delaware, cerca de River Road, al norte de la casa del artista en Center Bridge. Redfield ejecutó allí varias escenas primaverales relacionadas entre 1920 y 1930. "Road to the River" alrededor de 1920 (Manoogian Collection) es un buen ejemplo representativo de estas pinturas. Representa el comienzo de la primavera en el valle de Delaware desde el lado de Pensilvania, con las colinas de Nueva Jersey a la izquierda del espectador. Una niña camina por un sendero acompañada de sus dos patos; con los árboles que están empezando a florecer. La niña puede ser una de las dos hijas del pintor, Louise o Elise. Sin embargo, fechar la pintura es algo problemático. "Road to the River" fue uno de los títulos favoritos de Redfield, y lo usó para al menos otras cuatro pinturas que representan diferentes estaciones y lugares, especialmente durante la década de 1920. Es muy probable que esta sea la pintura con este título que se exhibió en 1920 en el Art Club de Filadelfia.

Edward Willis Redfield - Meadow Brook (1918)

Redfield pasó al menos seis meses en la ciudad de Nueva York en 1909 creando un importante grupo de vistas de la ciudad, aunque en un estilo tonalista más que impresionista. Estas eran obras muy grandes, de naturaleza panorámica. Los asociados artísticos de Redfield de Filadelfia, incluidos Henri, John Sloan, William Glackens y George Luks (la escuela Ashcan) ya se habían trasladado a Manhattan. Pero a diferencia de ellos, Redfield pintó vistas idealizadas de la vida de la ciudad: majestuosas vistas aéreas, donde las figuras eran muy pequeñas y el foco estaba en el ambiente del East River. El más grande de estas, una pintura al óleo titulada "Entre la luz del día y la oscuridad" (colección privada) mide 50 x 56 pulgadas, y es probablemente la escena más grande de la ciudad de Nueva York realizada por un pintor estadounidense de esa época. "Between Daylight and Darkness" ha tenido la distinción de ser reproducida en "A Concise History of American Painting and Sculpture" de Matthew Baigell. Aunque durante su vida, Redfield fue aclamado principalmente por sus paisajes invernales, las escenas primaverales se encuentran entre sus pinturas más preciadas en la actualidad.

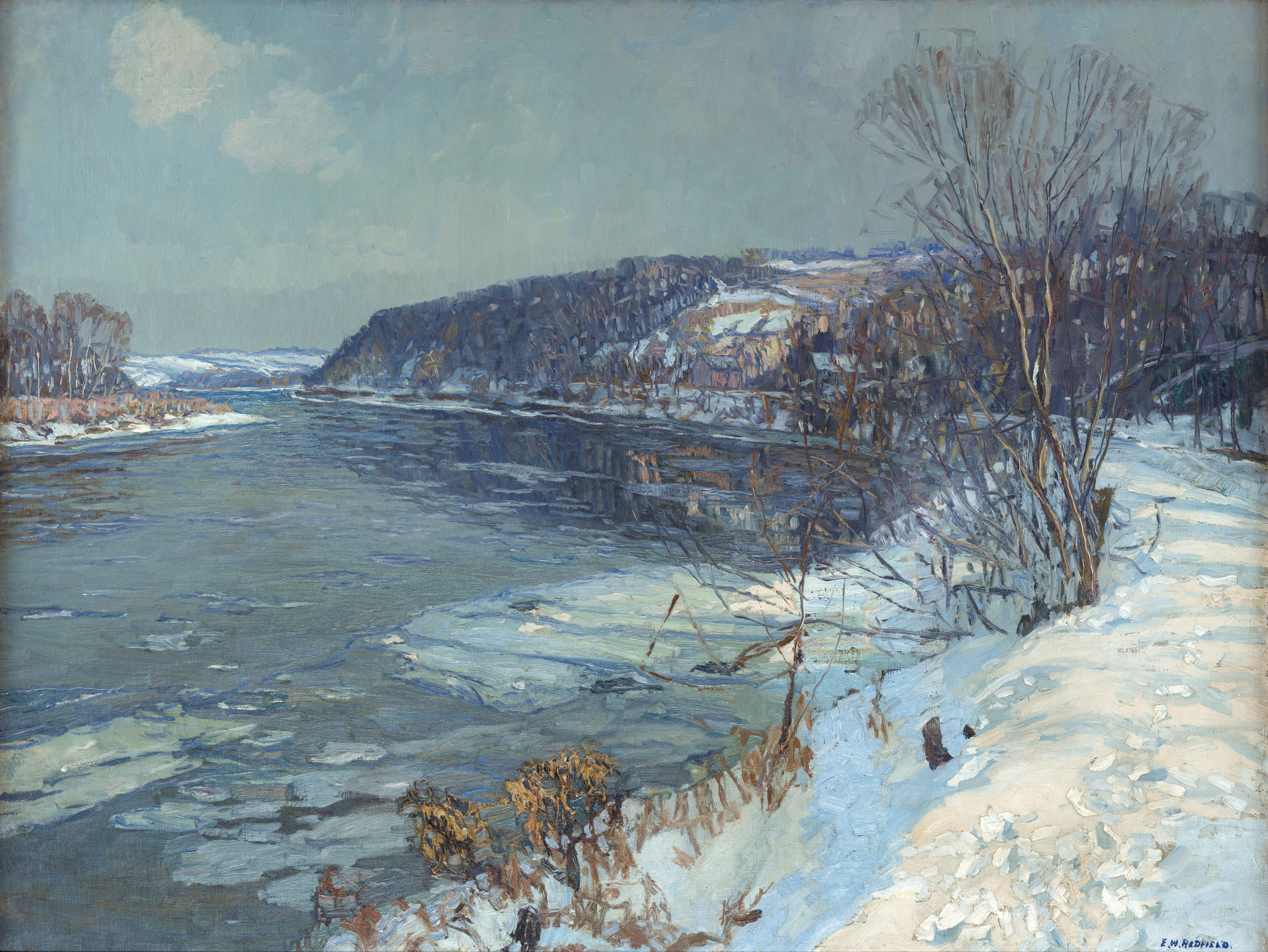
Edward Willis Redfield - The Upper Delaware (c. 1918)

A partir de 1903, la familia Redfield (el artista y su esposa tuvieron cinco hijos) pasaban los veranos en Boothbay Harbor, Maine, gracias a la generosidad del Dr. Samuel Woodward, quien financió estas vacaciones anuales. Posteriormente, Redfield adquirió una casa en Boothbay Harbor, que se destacó como un encantador y pintoresco pueblo de pescadores. En junio de 1903, Robert Henri y su esposa decidieron pasar allí el verano con los Redfield. Redfield y Henri navegaron por las islas vecinas en busca de un tema adecuado. De hecho, el bogabante era la comida favorita de Redfield y diseñó una mesa de comedor en su casa de Boothbay Harbor que tenía paredes de madera de 5 pulgadas y estaba cubierta de linóleo, para que el artista y su familia pudieran disfrutar devorando estos crustáceos rojos sin temor a arruinar el acabado de una mesa de comedor!

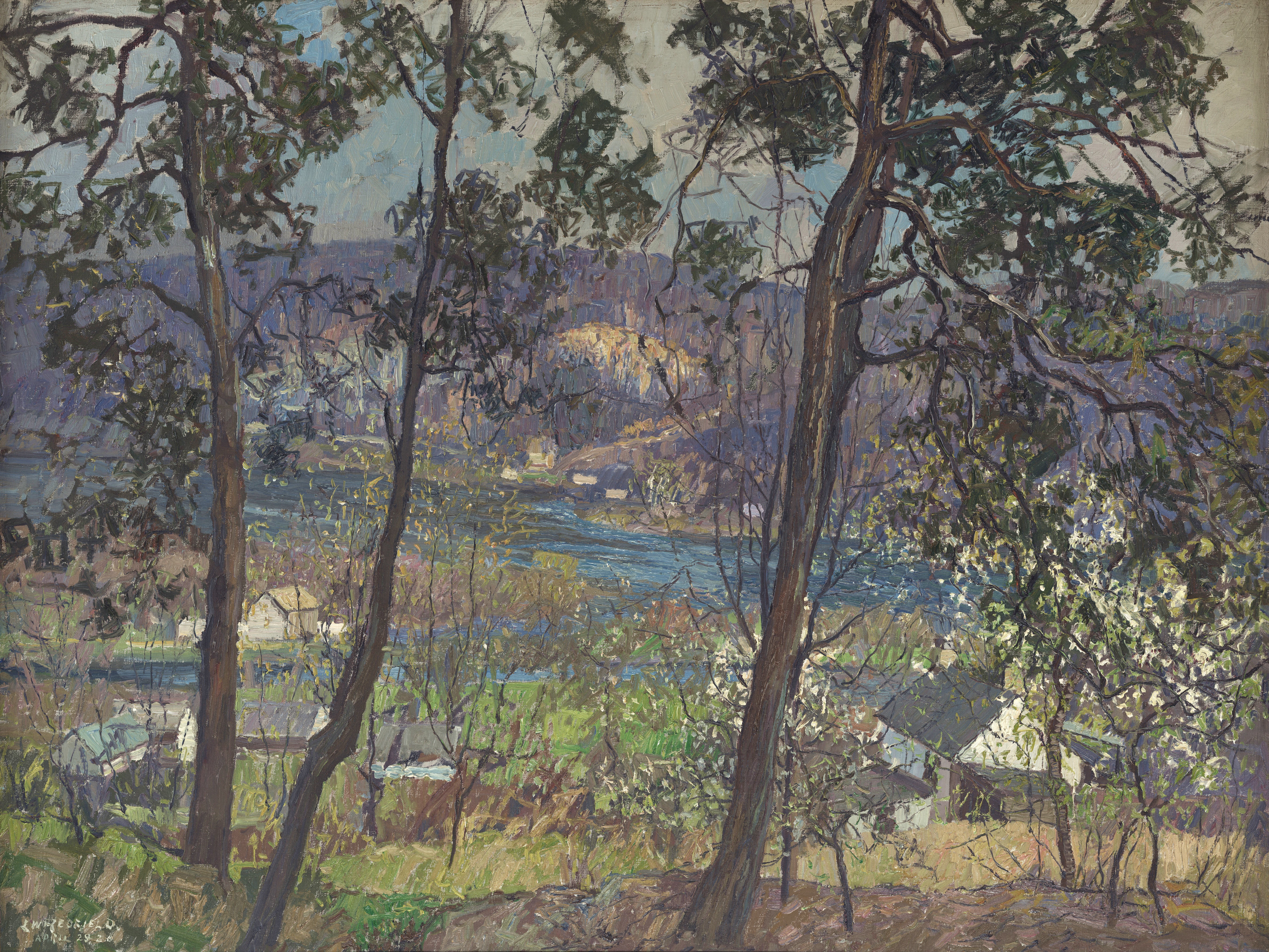
Edward Willis Redfield - Early Spring (1920)

En años posteriores, Redfield se sintió insatisfecho con sus primeras obras. En 1947 quemó una gran cantidad de sus pinturas tempranas, que consideraba de calidad inferior. Dejó de pintar en 1953. Redfield mismo declaró: "Estaba afuera un día. Me empezaron a doler los empeines. Hacía mucho viento y me costó mucho mantener el caballete levantado. Así que renuncié. Sin embargo, la razón principal fue que no era tan bueno como antes, y no quería poner mi nombre en "cosas de viejos", solo para seguir".
Redfield murió el 19 de octubre de 1965. Hoy, sus pinturas se encuentran en muchos museos importantes, incluido el Museo Metropolitano de Arte de Nueva York y el Museo de Arte Americano Smithsoniano en Washington D. C. El catálogo razonado de Redfield está siendo compilado actualmente por el historiador de arte Thomas Folk.